# بیگانه (فیلم ۲۰۰۵)
بیگانه (به تامیلی: Anniyan) فیلمی محصول سال ۲۰۰۵ و به کارگردانی اس شانکار است. در این فیلم بازیگرانی همچون ویکرام، سدها، ویوک، پراکاش راج، ندومودی ونو، نثار، کوچین هانیفا، کالاباوان مانی، سراب شوکلا، یانا گوپتا ایفای نقش کرده‌اند.